# Frédéric Donnadieu
 (juillet 2023).
Si vous disposez d'ouvrages ou d'articles de référence ou si vous connaissez des sites web de qualité traitant du thème abordé ici, merci de compléter l'article en donnant les références utiles à sa vérifiabilité et en les liant à la section « Notes et références ».
Pour les articles homonymes, voir Donnadieu.
Frédéric Donnadieu est un historien, poète et érudit occitan, également notaire et numismate, né le 9 juillet 1843 à Béziers (Hérault) où il est mort le 22 juillet 1899 (à 56 ans). Il a été président de la Société archéologique de Béziers et a publié de nombreux auteurs de poésies.

## Biographie
Frédéric Donnadieu est né dans une famille de notables de Béziers, son père Louis Donnadieu était conseiller municipal. Proche de Frédéric Mistral, il fut toute sa vie un fervent défenseur du régionalisme occitan, et fut élu majoral du Félibrige en 1886. Historien, il a produit un remarquable travail de chercheur, notamment avec son livre Les Précurseurs des félibres, 1800-1855, pour lequel il a reçu le prix du Ministère de l'Instruction publique en 1887. Il fut rédacteur de la Revue félibréenne et a activement participé à la Société archéologique de Béziers dont il était président.
Il est syndic de la maintenance félibréenne du Languedoc de 1885 à 1890.

## Publications
- Au quartier latin, Librairie des bibliophiles, 1875, lire en ligne sur Gallica
- Le Félibrige et l'idée latine à Marseille, 1883
- William-Charles Bonaparte-Wyse, Montpellier, Imprimerie centrale du Midi, 1884 (OCLC 489733962)
- Les Poètes de la langue d'oc : Portraits littéraires, Revue des langues romanes, 1883, t. XXIV, pp. 242-258, pp. 271-285, 1884, t. XXV, pp. 5-37, 1884 (OCLC 801812693)
- Santa Maria del Solelh: legenda dedicada a Dòn Jacint Verdaguer, 1885
- Las nòças d'aur de l'Acadèmia besieirenca: brinde portat al banquet del 14 de mai de 1885, 1886
- Fabre d'Olivet : discors tengut davant la cort d'amor de Vercant, lo V de julhet MDCCCLXXXV, Montpellier, Hamelin frères, 1886 (OCLC 742905263)
- Carmen Sylva e Jacint Verdaguer : discors tengut davant la cort d'amor del Mas de Còta lo V de julhet MDCCCLXXXVI, 1887
- La naissença del rei en Jacme Primièr: brinde portat lo 1èr de mai MDCCCLXXXVII, (1888
- Les Précurseurs des félibres, 1800-1855,, Paris, Quantin, 1888 (OCLC 14770807) lire en ligne sur Gallica

## Pour approfondir